# Synthliboramphus scrippsi
L'urietta di Scripps (Synthliboramphus scrippsi (Green & Arnold, 1939)) è un uccello marino della famiglia degli Alcidi, diffuso sulle coste pacifiche del Nord America.

## Sistematica
Synthliboramphus scrippsi non ha sottospecie, è monotipico.